# О-Шынаанский сумон
О-Шынаанский сумон — административно-территориальная единица (сумон) и муниципальное образование со статусом сельского поселения в Тес-Хемском кожууне Тывы Российской Федерации.
Административный центр и единственный населённый пункт сумона — село О-Шынаа.

## Население
| 2017 | 2018 |
| ---- | ---- |
| 866  | ↗879 |